# Jigsaw (kamuflaż)

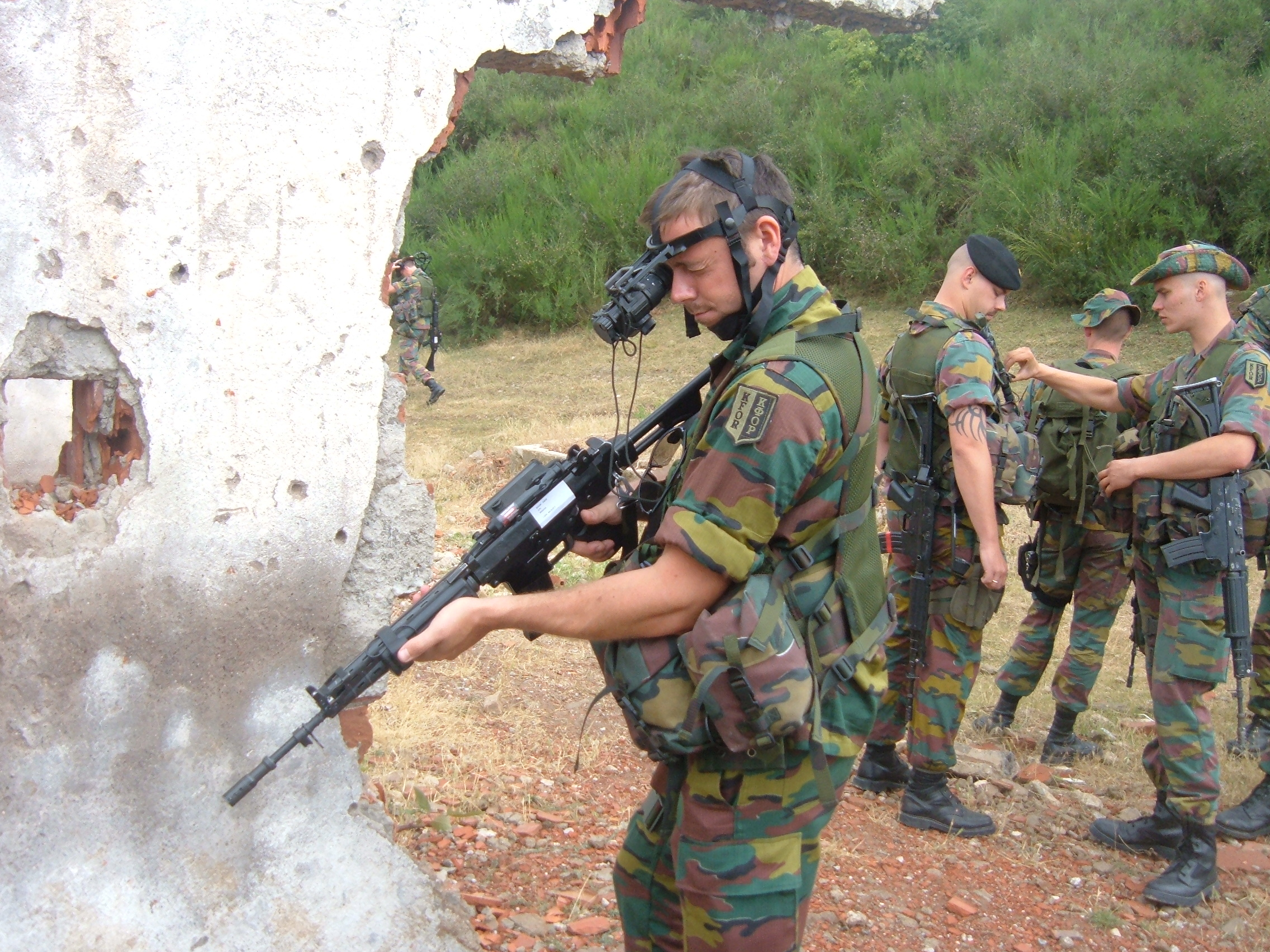
Żołnierze belgijscy w umundurowaniu w kamuflażu Jigsaw

Jigsaw – grupa kamuflaży belgijskich. Pierwszy wzór wprowadzono w roku 1958. Składa się z plam w kolorach: rdzawym, khaki i morskim.

## Wariant pierwszy
W latach 50. umundurowanie belgijskiej armii wykonywane było z tkaniny w kolorze oliwkowym. Jednakże dla oddziałów komandosów opracowano specjalną kurtkę (wprowadzone w roku 1958) oraz spodnie w kamuflażu (wprowadzone w roku 1963). Nazwano go Jigsaw.

## Wariant drugi
Pod koniec lat 80. niektórzy żołnierze belgijscy otrzymali umundurowanie w nowym kamuflażu – Belgian Flecktarn. Komandosi natomiast otrzymali umundurowanie w unowocześnionej wersji Jigsaw. Różnicą z porównaniu do poprzedniej wersji są ciemniejsze barwy plam.

## Wariant trzeci
W latach 90. w Belgii wprowadzono całkowicie zawodowe wojsko. W związku z tym postanowiono wprowadzić umundurowanie w jednym kamuflażu dla całych sił zbrojnych. Nowy kamuflaż, będący modyfikacją Jigsaw wprowadzono w roku 1999. Jest to podstawowy kamuflaż armii belgijskiej do dziś.

## Wersja pustynna
W roku 2004 do rodziny kamuflaży belgijskich dołączyła wersja pustynna  Jigsaw. Kształty plam są takie jak w wersjach tradycyjnych, natomiast zastosowano barwy dostosowane do warunków pustynnych.